# Adrian din Nicomedia
Sfântul Mucenic Adrian din Nicomedia, cunoscut și drept (Hadrian din Nicomedia; † 306) a fost un ofițer roman și martir creștin  care a trăit în Nicomedia (Asia Mică); el și-a dat viața pentru credința creștină la începutul secolului al IV-lea. A suferit martiriul prin tăierea membrelor și a capului în vremea împăratului roman Galerius Valerius Maximianus. Pomenirea lui în Biserica Ortodoxă, Biserica Coptă și cea BIserica Armeană este pe 26 august, în Biserica Romano Catolică pe 8 septembrie. În imperiul bizantin cultul acestuia se generalizează în secolul al VII-lea. Începând din secolul al XII-lea, Adrian din Nicomedia intră și în evlavia creștinilor din Franța și Olanda.

## Mucenicia
Adrian (latin. Hadrianus) după o carieră militară de succes, a avansat la gradul de ofițer și a ajuns să facă parte din Garda Pretoriană a împăratului roman Galerius Maximianus (305-311).
La începutul secolului al IV-lea, împăratul Dioclețian reformase imperiul instaurând tetrarhia (cei patru tetrarhi fiind Dioclețian 
însuși, Maximian, Galerius Maximianus și Constantin Chlorus - tatăl lui Constantin cel Mare.
Bucurându-se de mare încredere în fața lui Dioclețian, mai ales după victoria pe care o repurtase împotriva perșilor, Galerius Maximianus l-a determinat pe acesta să promulge o serie de 4 edicte împotriva creștinilor în anii 303-304, edicte care au declanșat cea mai mare persecuție din istoria imperiului împotriva acestei religii.
După ce a început această mare persecuție împotriva creștinilor, Adrian a întâlnit un grup de martiri în lanțuri (23 la număr, se spune în Minei; 33 conform altor surse ) și i-a întrebat cum de pot îndura astfel de chinuri doar pentru credința lor. Ei au răspuns că ei suferă pentru a câștiga lucrurile bune pregătite de Dumnezeu pentru cei care au suferit de dragul Lui: „Lucruri, pe care ochiul nu le-a văzut, urechea nu le-a auzit, și la inima omului nu s-au suit; așa sunt lucrurile pe cari le-a pregătit Dumnezeu pentru cei ce-L iubesc” (1 Corinteni 2, 9). Auzind aceste cuvinte, Adrian a fost cuprins de harul divin și a spus oficialilor romani prezenți acolo să scrie și numele său pe lista acelor martiri, fiind arestat pe loc.
Când Adrian a apărut în fața împăratului și a mărturisit din nou pe Hristos ca fiind Dumnezeu cel adevărat, chinuitorii săi l-au întins cu fața în jos și l-au bătut cu toiegele. Apoi, întorcându-l cu fața în sus, l-au bătut și peste pântece, încât i se vedeau măruntaiele. Mucenicul, când pătimea acestea, avea doar de 28 de ani. I-au fost apoi retezate mâinile și picioarele, iar în final a fost decapitat. Aceleași chinuri le-au suferit și ceilalți 23 sfinți mucenici care erau împreună cu el.

## Monumente
În secolul al VII-lea clădirea senatului roman (Curia Iulia) a fost sfințită ca biserică având ca patron pe Sant'Adriano al Foro. Moaștele se află în mănăstirea Sf. Adrian din Geraardsbergen (Belgia).

## Protector
Sfântul Adrian este protectorul soldaților, al negustorilor de arme, al paznicilor și străjerilor, al fierarilor și măcelarilor. Rugăciunile lui ajută împotriva ciumei și epilepsiei.